# Vert émeraude (roman)
 (juillet 2015).
Si vous disposez d'ouvrages ou d'articles de référence ou si vous connaissez des sites web de qualité traitant du thème abordé ici, merci de compléter l'article en donnant les références utiles à sa vérifiabilité et en les liant à la section « Notes et références ».
Pour les articles homonymes, voir Vert émeraude.
Cet article concerne le roman de Kerstin Gier. Pour le film, voir Vert émeraude.
Vert émeraude est un roman écrit par Kerstin Gier et paru en 2010. C'est le troisième et dernier tome de la Trilogie des gemmes, précédé par Rouge rubis et Bleu saphir.

## Résumé
Gwendolyn a-t-elle jamais été une lycéenne comme les autres ? Pour son premier vrai chagrin d'amour, en tout cas, elle aimerait bien faire comme toutes ses copines : pleurer des heures au téléphone et se gaver de chocolats. Mais pas question, les Veilleurs du temps ont besoin d'elle. Pire, c'est avec Gideon lui-même, celui qui lui a brisé le cœur, qu'elle doit repartir en plein XVIIIe siècle, affronter un drôle de comte, soi-disant immortel. Plus question de pleurer, il faut agir !

## Adaptation
Le film éponyme est sorti en Allemagne le 7 juillet 2016 puis en France en septembre 2016.